# Китайски монал
Китайският монал (Lophophorus lhuysii) е вид птица от семейство Phasianidae. Видът е световно застрашен, със статут Уязвим.

## Разпространение и местообитание
Разпространен е в Китай.